# کبوتران

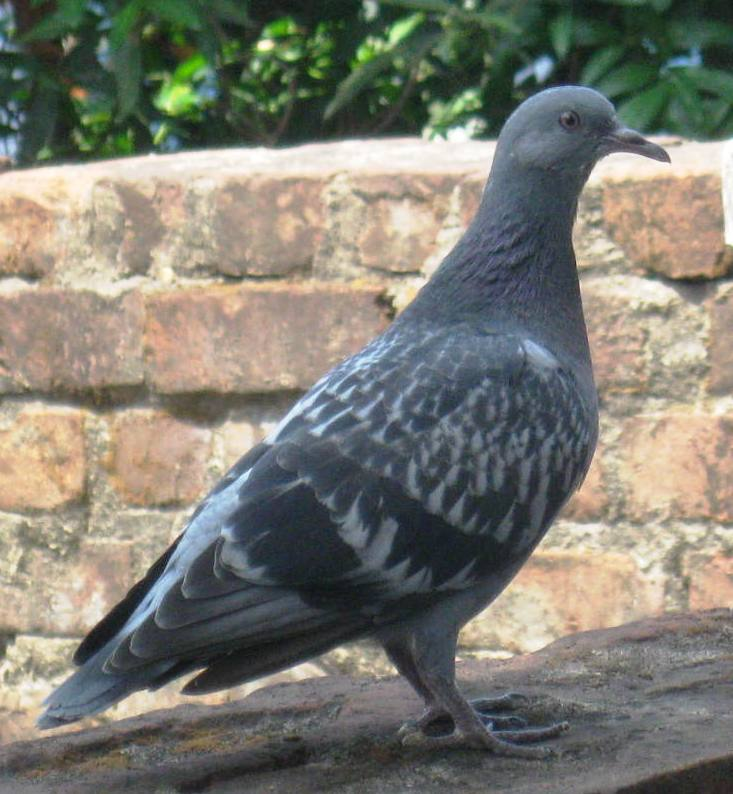
یک کبوتر روی پشت بام

‌کبوتران (به لاتین: Columbidae) یک خانواده از پرندگان دربرگیرندهٔ «کبوترها» و «قمری‌ها» است. این تنها خانواده از راسته کبوترسانان است. اینها پرندگان تنومند با گردن کوتاه و منقارهای باریک کوتاهی هستند که در برخی از گونه‌ها نرمه بینی گوشتی دیده می‌شود. آنها عمدتاً از دانه‌ها، میوه‌ها و گیاهان تغذیه می‌کنند. این خانواده در سراسر جهان وجود دارد، اما بیشترین تنوع در قلمرو ایندومالایا و استرالیا است.
این خانواده شامل ۳۴۴ گونه است که در ۵۰ سرده تقسیم می‌شوند. سیزده گونه از این گونه منقرض شده‌اند.

## نام‌گذاری
در زبان انگلیسی، گونه‌های کوچک‌تر را «قمری» و به گونه‌های بزرگ‌تر «کبوتر» می‌گویند. با این حال، این تمایز سازگار نیست، و در اکثر زبان‌های دیگر وجود ندارد. از نظر تاریخی، نام‌های رایج این پرندگان شامل تنوع زیادی بین اصطلاحات است. پرنده ای که بیشتر به آن فقط «کبوتر» گفته می‌شود، کبوتر اهلی است که در بسیاری از شهرها به نام کبوتر رمیده (وحشی) رایج است. در فارسی، به پرندگان بزرگ‌تر و دارای رنگ خاکستری «کبوتر» (Pigeon) و به پرندگان کوچک‌تر دارای رنگ کرم تا قهوه‌ای، «قمری» (Dove) گفته می‌شود و به گونه‌های دارای طوق پشت گردن، «یاکریم» (Collared dove) گفته می‌شود.

## زادآوری
کبوترها و قمری‌ها آشیانه به‌نسبت سستی می‌سازند و اغلب از چوب‌ها و سایر زباله‌ها استفاده می‌کنند که بسته به گونه‌ها ممکن است روی شاخه‌های درختان، روی تاقچه‌ها یا روی زمین قرار گیرند. آنها در یک‌زمان یک یا (معمولا) دو تخم سفید می‌گذارند و هر دو والدین از بچه‌ها مراقبت می‌کنند که پس از ۲۵ تا ۳۲ روز آشیانه را ترک می‌کنند. جوجه کبوترها و کبوترهای بدون پر را اسکاب می‌نامند و معمولاً تا ۵ هفتگی می‌توانند پرواز کنند. این بچه‌های نوپا با صدای جیرجیر نابالغشان، زمانی که از شیر گرفته می‌شوند یا زمانی که به طور کلی از شیر گرفته می‌شوند، جیغ‌جیغو (اسکوییکر) می‌گویند. برخلاف بسیاری از پرندگان، هر دو جنس کبوتر و قمری برای تغذیه جوجه‌ها را با «شیر چینه‌دان» تولیدشده تغذیه می‌کنند که با جدا کردن سلول‌های پر از مایع از پوشش چینه‌دان ترشح می‌شود.

انیمیشن کبوترهای در حال پرواز

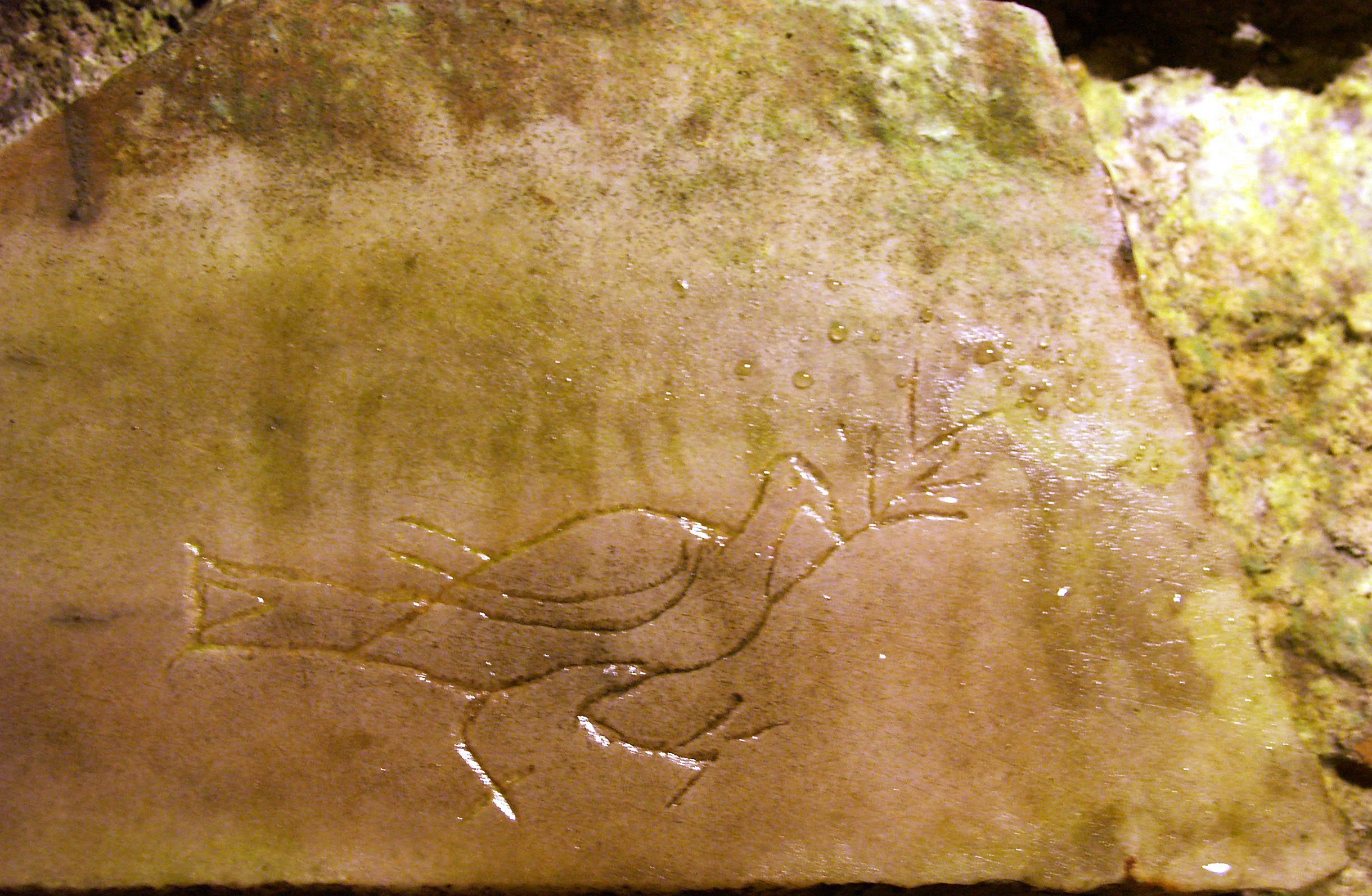
قمری با شاخه زیتون، دخمه‌های Domitilla، رم

## نگارخانه

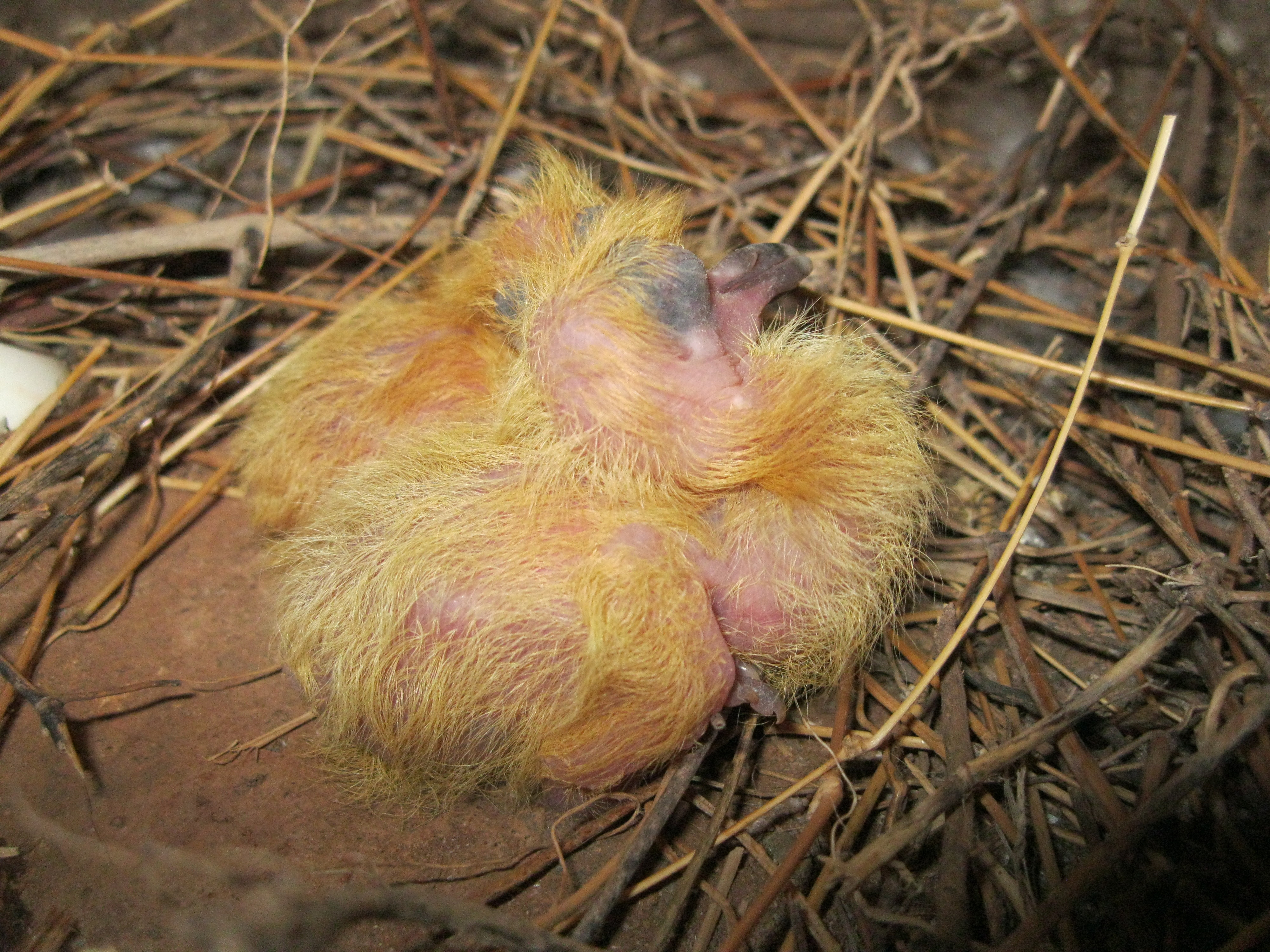
بچه کبوتر
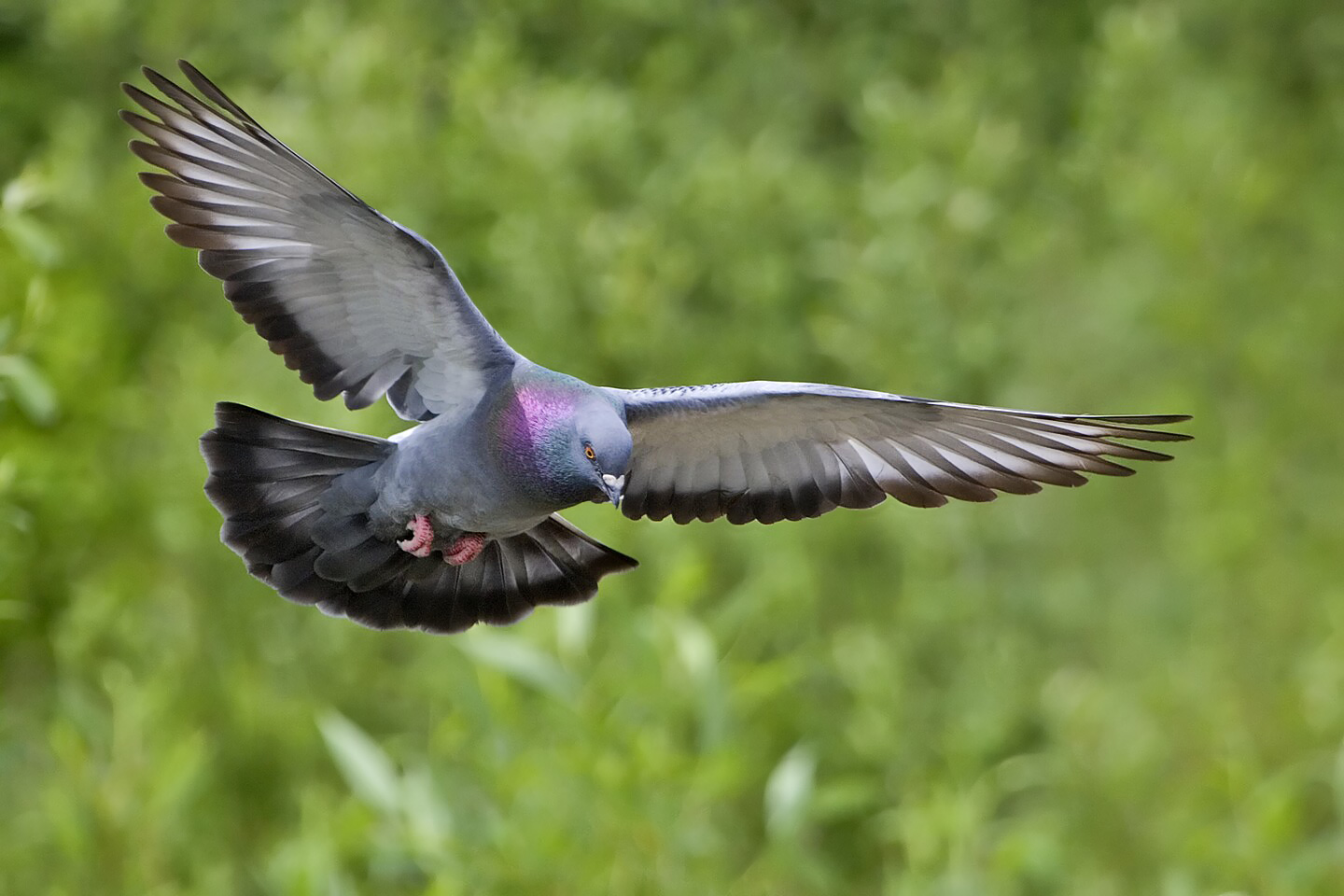
کبوتر چاهی (Columba livia) در حال پرواز
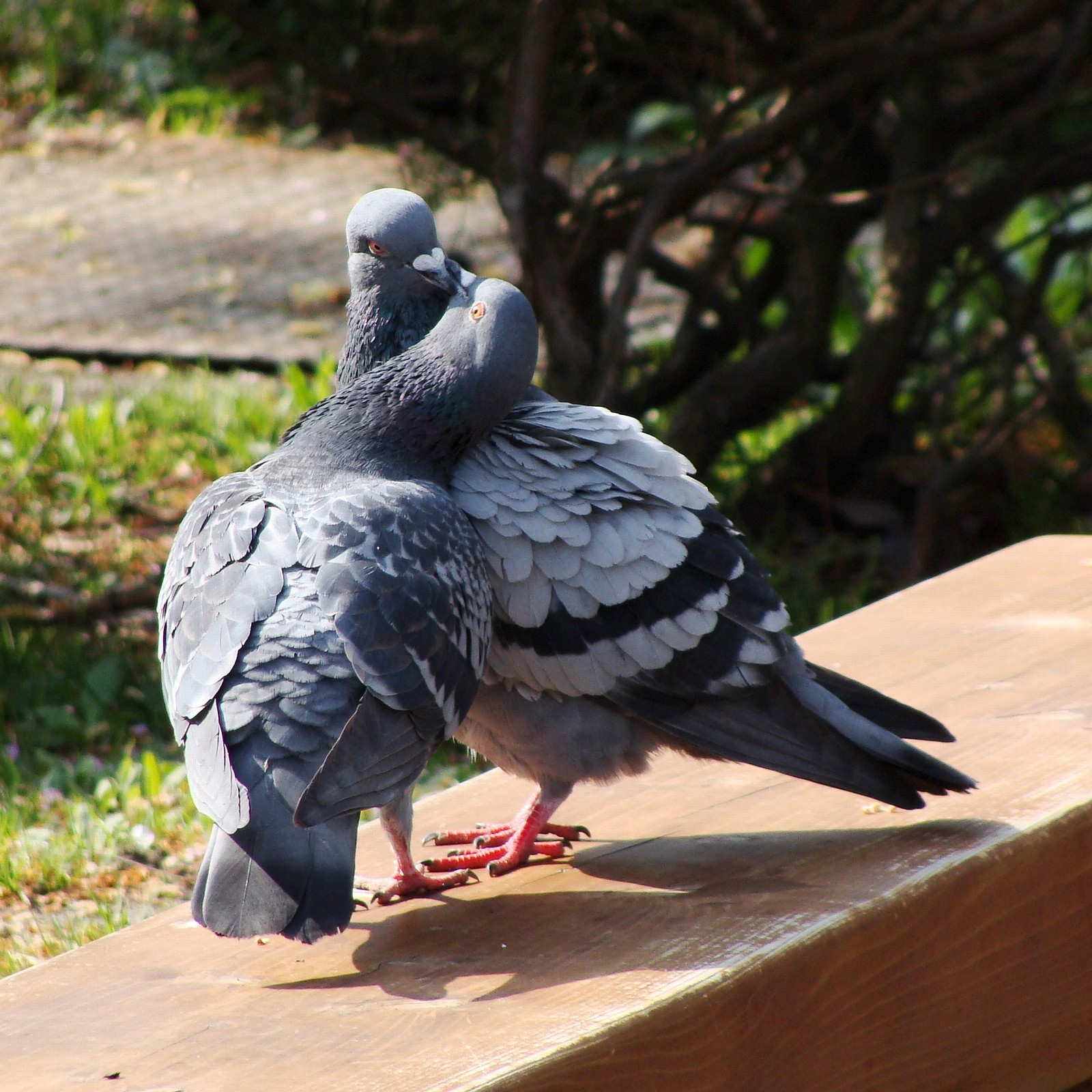
نمایش‌های جنسی کبوتر چاهی
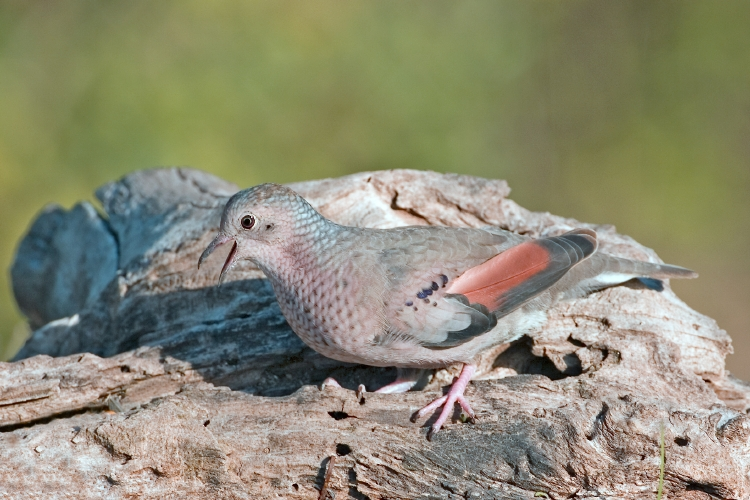
قمری زمینی معمولی (Columbina passerina) از کوچکترین گونه‌های این خانواده است.
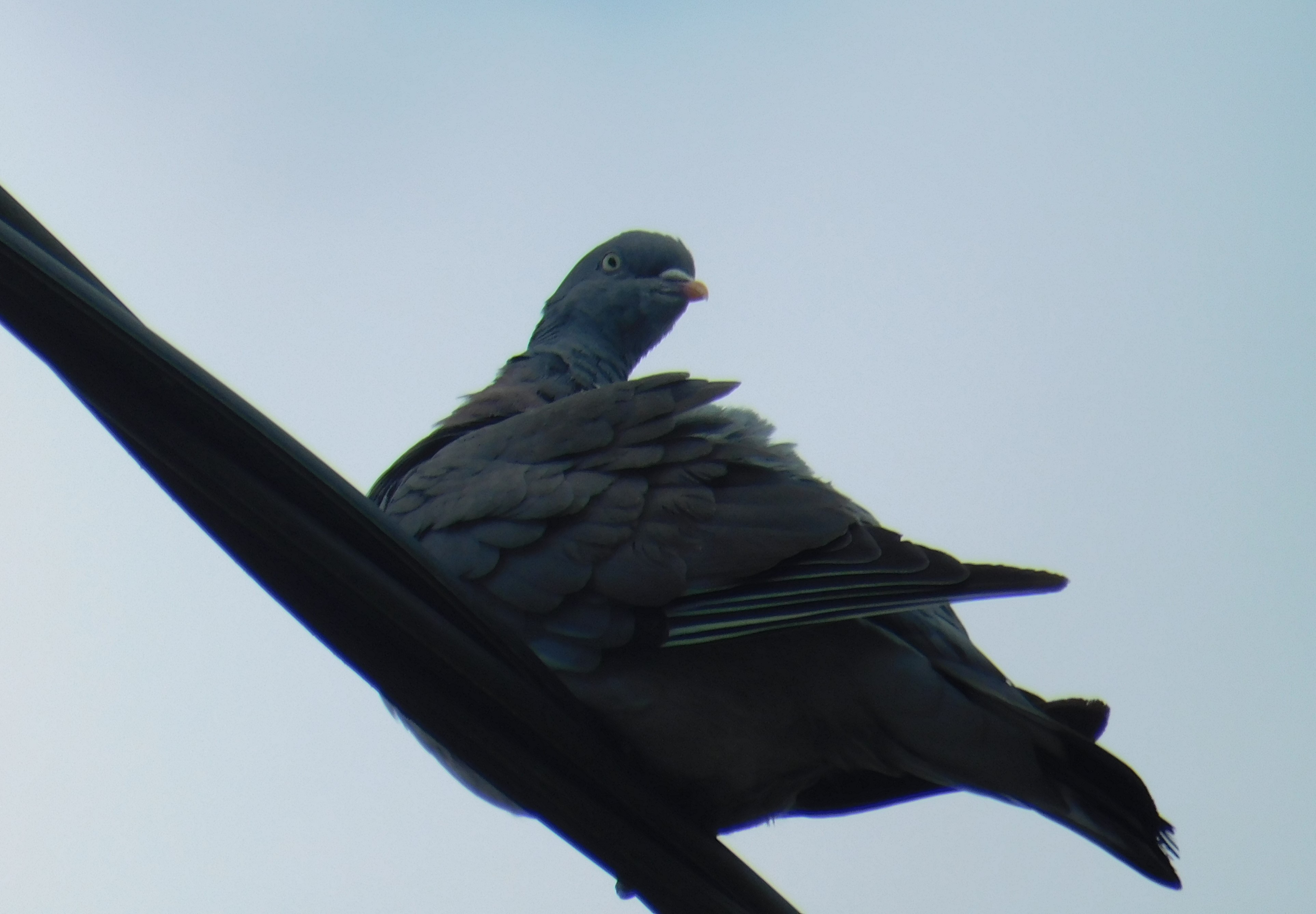
کبوتر جنگلی معمولی (Columba palumbus) در سراسر اروپا رایج است.
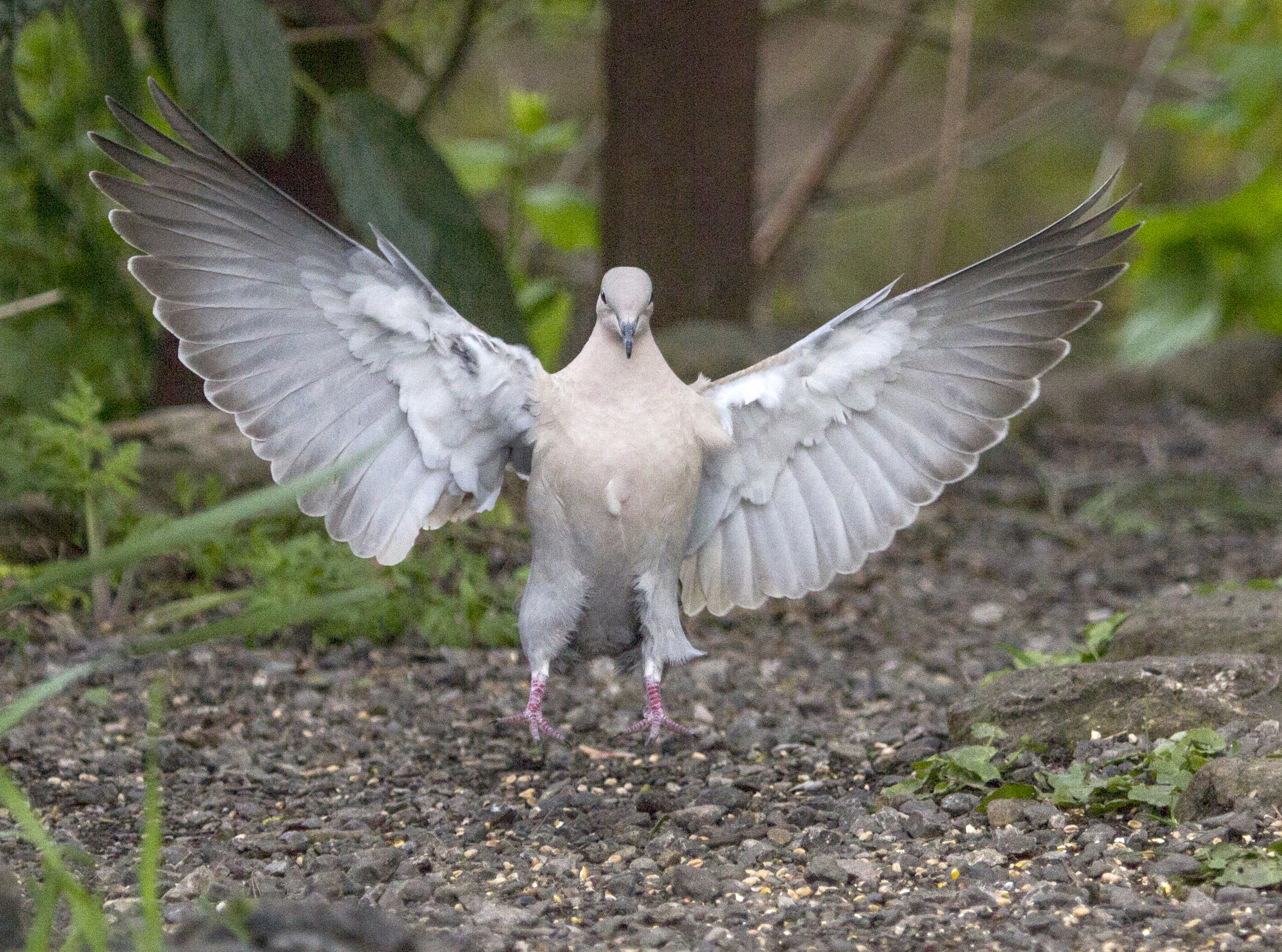
فرود یک یاکریم اوراسیایی (Streptopelia decaocto) پرهای اصلی و پروازی بال‌های خود را نمایش می‌دهد.
- انواع پر کبوتر، به جز کرک‌پر
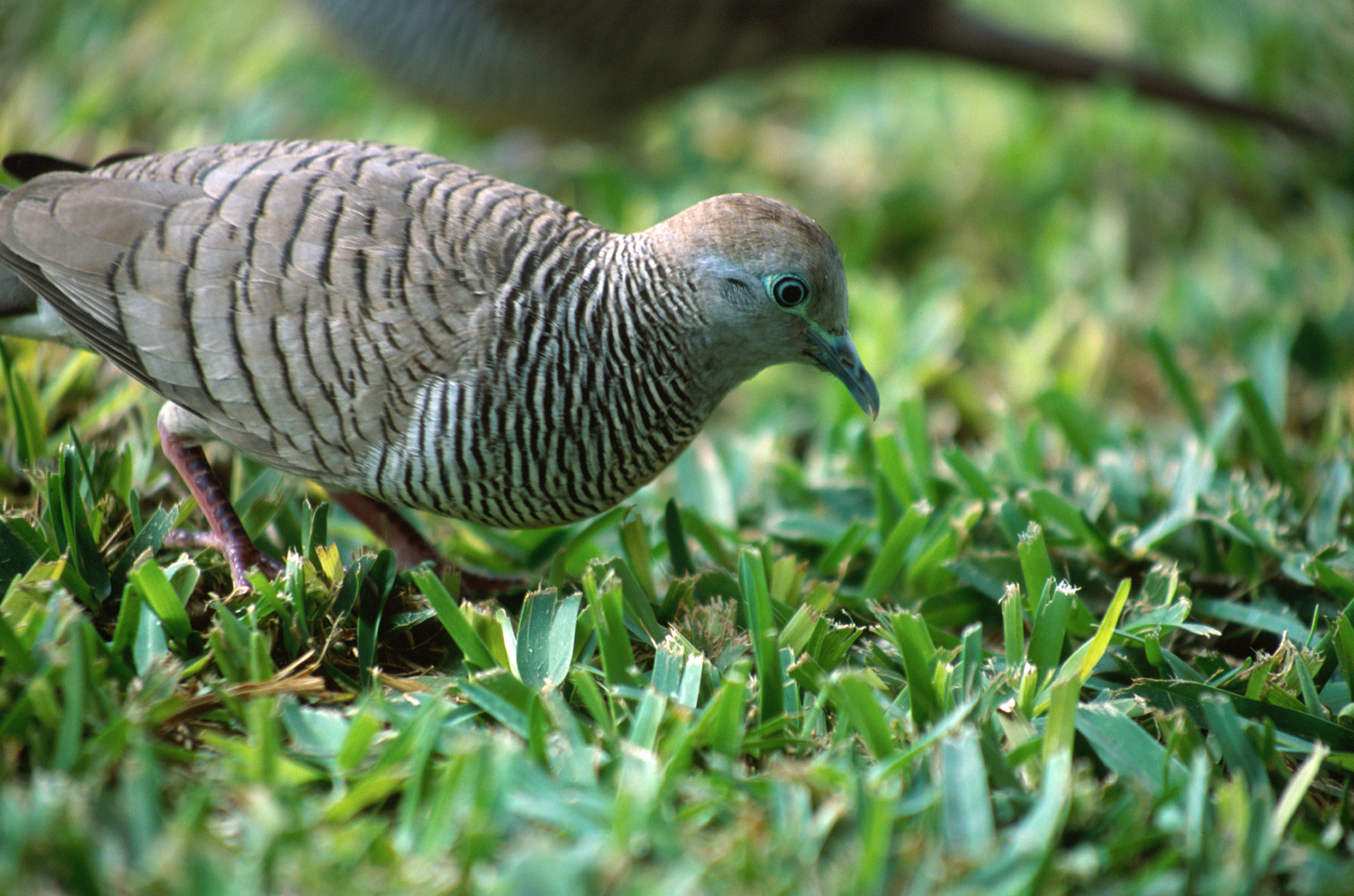
قمری گورخری (Geopelia striata) به طور گسترده در سراسر جهان معرفی شده‌است.